# Chruściel szarogardły
Chruściel szarogardły, chruścielak szarogardły, wodnik szarogardły, rudochruściel szarolicy, chruściel szarolicy (Canirallus oculeus) – gatunek średniej wielkości ptaka z rodziny chruścieli (Rallidae). Zamieszkuje Afrykę Subsaharyjską, nie jest zagrożony wyginięciem.

## Zasięg występowania
Chruściel szarogardły występuje od Sierra Leone na wschód poprzez północną Demokratyczną Republikę Konga do zachodniej Ugandy (w 2009 roku stwierdzono obecność tego ptaka w Semuliki National Park) oraz na południowy zachód do przybrzeżnego Kongo. Występowanie w północnej części Republiki Środkowoafrykańskiej (Park Narodowy Manovo-Gounda St. Floris) jest bardzo wątpliwe.

## Taksonomia
Takson po raz pierwszy opisał w 1855 roku niemiecki ornitolog Gustav Hartlaub na łamach „Journal für Ornithologie”, nadając mu nazwę Gallinula oculea. Jako miejsce typowe Hartlaub wskazał Rio Butri na Złotym Wybrzeżu (obecnie Ghana). Holotyp (którym był samiec) odłowił holenderski rezydent H.S. Pel. Jedyny przedstawiciel rodzaju Canirallus, który opisał w 1856 roku francuski ornitolog Karol Lucjan Bonaparte.
Przeprowadzone w 2014 roku badania genetyczne wykazały konieczność włączenia tego taksonu do rodziny kusokurek, jednak badania przeprowadzone w 2019 roku tego nie potwierdziły. Ptaki ze wschodniego Kamerunu czasami traktowane są jako odrębny podgatunek batesi (takson opisał brytyjski ornitolog Richard Bowdler Sharpe w 1900 roku, jako miejsce typowe wskazując Rio Benito w Kongo Francuskim), ale badania z 1984 roku wskazują, że za mało różni się od innych populacji, aby nadawać mu status podgatunku. Takson monotypowy.

### Etymologia
Nazwa rodzajowa: łac. canus – szary; rodzaj Rallus Linnaeus, 1758, wodnik. Epitet gatunkowy: łac. oculeus – pełen oczu (tj. upstrzony białymi lub kolorowymi plamkami), od oculus – oko.

## Morfologia
Długość ciała do 30 cm. Pozostałe wymiary (dla 8 samców i 5 samic): długość skrzydła samców 107–179 mm, samic 167–180 mm; długość ogona samców 59–70 mm, samic 58–70 mm; długość grzbietu dzioba u samców 37–41 mm, u samic 37–38 mm; długość skoku u samców 49–55 mm, u samic 50–57 mm. Masa ciała jednego samca 278 g, dwóch samic 273 i 279 g. Grzbiet i skrzydła oliwkowo-brązowe, z lekkim odcieniem czerwonawym. Białe plamki na lotkach, blade plamki lub paski na pokrywach nadskrzydłowych są dobrze widoczne w locie, ale ptak bardzo niechętnie lata; na pokrywach podskrzydłowych również można zauważyć białe plamki. Dolna część ciała i ogon koloru kasztanowatego. Dziób żółto-zielony, na grzbiecie czarny, nogi brązowe, spód stóp żółty, tęczówka czerwono-brązowa. Płcie upierzone podobnie. Osobniki młodociane mają czoło, twarz i szyję brązową zamiast szarej jak u dorosłych, górne części ciała z rudobrunatnym rozmyciem, spód ciała ciemny lub czerwono-brązowy.

## Ekologia

### Głos
Pieśń trwa od 2 do 3 minut; zaczyna się od pustych tonów, takich jak podwójne bębnienie i po 20 sekundach przeplata miękkim „dou” lub „douah”, które zwiększają się im bliżej końca pieśni, kiedy zanika bębnienie. Głos niesie się daleko, zarówno w dzień jak i w nocy, ze szczytem o świcie; ptaki śpiewają, siedząc na gałęzi od 2 do 6 m nad wodą. Odzywa się również głośnymi, wybuchowymi 3–6 tonami, malejącymi do półtonów „oue-oue-oue...”, trwającymi 0,5–1 sekund. Prawdopodobnie podczas zagrożenia odzywa się „ptik-ptik-ptik...”, „douk-douk-douk...” i stłumionym „thouk-thouk...”.

### Siedlisko i pokarm
Chruściel szarogardły zamieszkuje pierwotne i wtórne nizinne lasy deszczowe, przebywając wśród wąwozów, wzdłuż potoków, nad strumieniami leśnymi z przylegającymi do nich drzewami oraz graniczącym z nimi bujnym podszycie; widywany również na zalanych lub bagnistych terenach w lesie, włącznie z błotnistymi obszarami bogatymi w maranty i paprocie drzewiaste. Ptak ten zwykle trzyma się gąszczu lub łach powstałych z opadłych gałęzi, omijając przy tym obszary otwartych wód między wysokimi drzewami. Wzdłuż rzeki Nanga, w Kongo, występuje w niskich zaroślach zdominowanych przez rośliny z rodzajów Alchornea, Ficus i Nauclea, z dala od właściwego lasu. Obserwacje z „zalewowych” stref sawanno-parkowych w północnej Republice Środkowoafrykańskiej wydają się bardzo wątpliwe. Jest ptakiem bardzo skrytym i bardzo rzadko spotykanym; większość osobników została schwytana w pułapki. Przypuszczalnie jest ptakiem terytorialnym; w Kongo wielkość terytorium została oszacowana na 6–10 ha.
Chruściel szarogardły żywi się scynkami, ślimakami (w tym pomrowikami), małymi krabami, stonogami i owadami (w tym mrówkami, gąsienicami i innymi larwami oraz chrząszczami). Obserwowano jak ptak ten żeruje na półsuchym dnie małego strumienia leśnego, usuwając martwe liście szarpiącymi ruchami swojego dzioba.

### Lęgi
Rozród przypada na okres deszczowy; w Kamerunie w lutym, kwietniu i w lipcu; w Zairze we wrześniu, listopadzie i grudniu; w Nigerii w kwietniu. Opisano 3 gniazda: dwa zbudowane były z szerokich, trawiastych liści na pniu w bagnistym dnie wąwozu, wśród palm z rodzaju Raphia i innych pacioreczniko-podobnych roślin; trzecie znajdowało się wśród korzeni wyrwanego drzewa nad brzegiem strumienia. Samica składa 2 jaja; wielkość sześciu jaj: 42,5–44,4 x 30,8–32,5 mm o szacowanej masie wynoszącej 23,5 g. Puch piskląt koloru czarniawo-brązowego.

## Status i ochrona
W Czerwonej księdze gatunków zagrożonych Międzynarodowej Unii Ochrony Przyrody został zaliczony do kategorii LC (ang. Least Concern – najmniejszej troski). Uważany za liczny, ale tylko lokalnie w Kongo, w innych miejscach występowania najwyraźniej niezbyt częsty lub rzadki; jednak skryta natura i mała ilość obserwacji tego ptaka sprawia, że bardzo łatwo go przeoczyć i przez to trudno jest oszacować jego liczebność. Ptak ten jest zagrożony poprzez fragmentację jego siedlisk i niszczenie lasów; gatunek prawdopodobnie jest wymarły w Nigerii, a w ostatnich latach nie był obserwowany w zachodniej Ugandzie.